# مونة المالاوي
مونة المالاوي (الاسم العلمي: Malawimonas) هي جنس من اللجفاوات.
الأنواع تشمل:
- مونة المالاوي الكاليفورنية
- مونة المالاوي جاكوبية الشكل O’Kelly & Nerad 1999

## وصلات خارجية
- Tree of Life: مونة المالاوي